# Леонідас (Міннесота)
Леонідас (англ. Leonidas) — місто (англ. city) в США, в окрузі Сент-Луїс штату Міннесота. Населення — 50 осіб (2020).

## Географія
Леонідас розташований за координатами 47°28′7″ пн. ш. 92°34′2″ зх. д. / 47.46861° пн. ш. 92.56722° зх. д. (47.468602, -92.567270).  За даними Бюро перепису населення США в 2010 році місто мало площу 3,73 км², з яких 3,31 км² — суходіл та 0,42 км² — водойми.

## Демографія
Згідно з переписом 2010 року, у місті мешкали 52 особи в 24 домогосподарствах у складі 13 родин. Густота населення становила 14 особи/км².  Було 27 помешкань (7/км²).
Расовий склад населення:
| - 96,2 % — білих - 1,9 % — корінних американців |

До двох чи більше рас належало 1,9 %. Частка іспаномовних становила 0,0 % від усіх жителів.
За віковим діапазоном населення розподілялося таким чином: 21,2 % — особи молодші 18 років, 67,3 % — особи у віці 18—64 років, 11,5 % — особи у віці 65 років та старші. Медіана віку мешканця становила 46,5 року. На 100 осіб жіночої статі у місті припадало 92,6 чоловіків;  на 100 жінок у віці від 18 років та старших — 105,0 чоловіків також старших 18 років.
За межею бідності перебувало 35,9 % осіб, у тому числі 66,7 % дітей у віці до 18 років та 30,0 % осіб у віці 65 років та старших.
Цивільне працевлаштоване населення становило 11 осіб. Основні галузі зайнятості: будівництво — 36,4 %, роздрібна торгівля — 18,2 %, фінанси, страхування та нерухомість — 18,2 %.